# タイワンウチワヤンマ
タイワンウチワヤンマ（台湾団扇蜻蜒、学名: Ictinogomphus pertinax）は、トンボ目サナエトンボ科の昆虫の一種。

## 分布
中国、香港、ラオス、ミャンマー、ベトナム、台湾、日本に分布する。
日本では以前は九州南部、四国南部、南西諸島で見られていたが、北東方向に分布域が拡大している。

## 形態
全長70-81mm、腹長48-56mm、後翅長38-46mmになる。
ウチワヤンマと比較して、細い形状で腹部後方のうちわ状の広がりは小さく黒い。また、脚に黄斑が無く、全体が黒い。

## 生態
海岸に近い平地の池などに生息している。少し汚れた水質の環境にも生息している。成熟したオスは、水辺の植物の上に静止してなわばりを占有し、時々飛び回りながらパトロールを行う。そして、同種のオスや外見の似たトンボがやってくると、激しく追い払う行動を見せる。メスがなわばりに入ってくると、すぐに追尾して連結し、空中で交尾を行う。交尾は数秒で終わる。交尾をしたメスは単独で産卵し、粘着質の糸でつながった卵塊を水面の浮遊物などに間欠的に腹端を打ち付ける。

## 保全状況評価
国際自然保護連合（IUCN）により、軽度懸念（LC）の指定を受けている。神奈川県のレッドリストで、情報不足の指定を受けている。

## 近縁種
ウチワヤンマ Sinictinogomphus clavatus

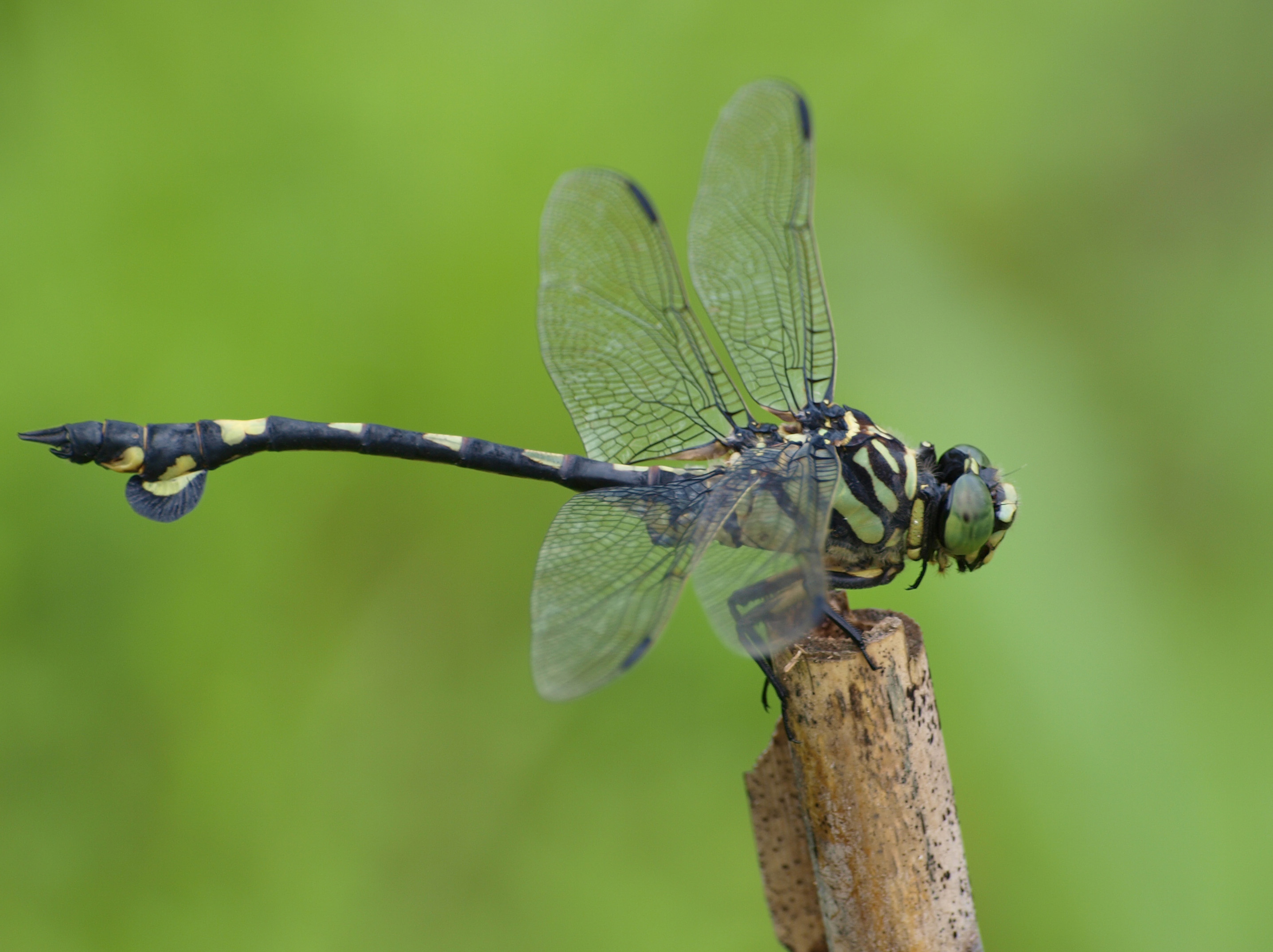
ウチワヤンマ

## タイワンウチワヤンマ属
タイワンウチワヤンマ属（学名: Ictinogomphus）には、以下の種が知られている。

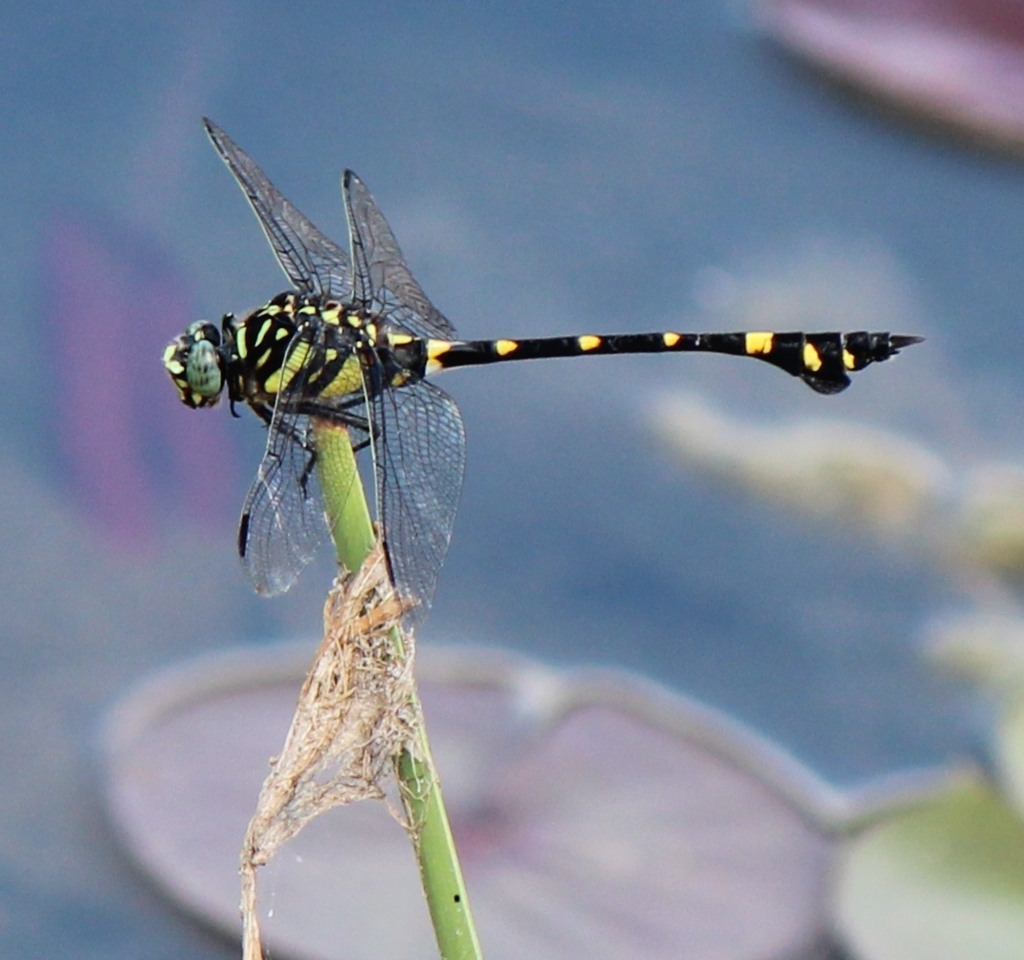
Ictinogomphus acutus
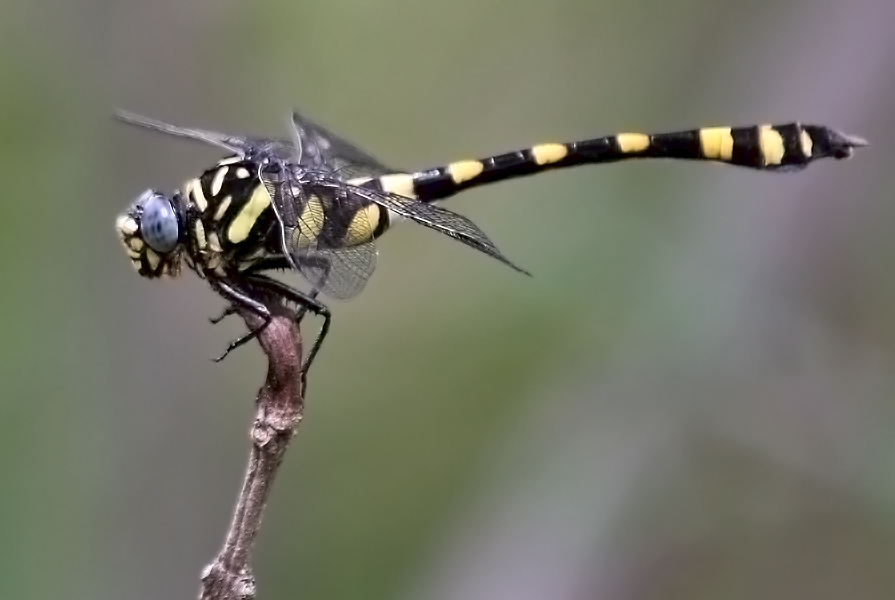
Ictinogomphus alaquopterus
- Ictinogomphus angulosus
- Ictinogomphus australis
- Ictinogomphus celebensis
- Ictinogomphus decoratus
- Ictinogomphus dobsoni
- Ictinogomphus ferox
- Ictinogomphus fraseri
- Ictinogomphus kishori
- Ictinogomphus paulini
- タイワンウチワヤンマ Ictinogomphus pertinax
- Ictinogomphus pugnovittatus
- Ictinogomphus rapax
- Ictinogomphus regisalberti
- Ictinogomphus tenax

- タイワンウチワヤンマ
Ictinogomphus pertinax
- Ictinogomphus rapax